# 박상철 (희극인)
박상철(1983년 2월 5일 (1982년 음력 12월 23일) - )는 대한민국의 희극 배우이다.

## 출연작

### 방송
- 웃찾사 (SBS)
- 뮤직 코믹쇼 (MBC MUSIC)
- 체험 삶의 현장 (KBS)

### 광고
- 롯데제과 용의 전설 레전더